# Hounslow Central (Metropolitano de Londres)
Hounslow Central é uma estação do Metrô de Londres em Hounslow, no Oeste de Londres. A estação fica no ramal Heathrow da linha Piccadilly, entre as estações Hounslow West e Hounslow East. A estação está localizada na Lampton Road (A3005), cerca de 500 m ao norte da Hounslow High Street e perto do Lampton Park. Está na Zona 4 do Travelcard. A estação tem uma plataforma central acessada por escadas. A estação também possui banheiros masculino e feminino dentro da bilheteria.

## História

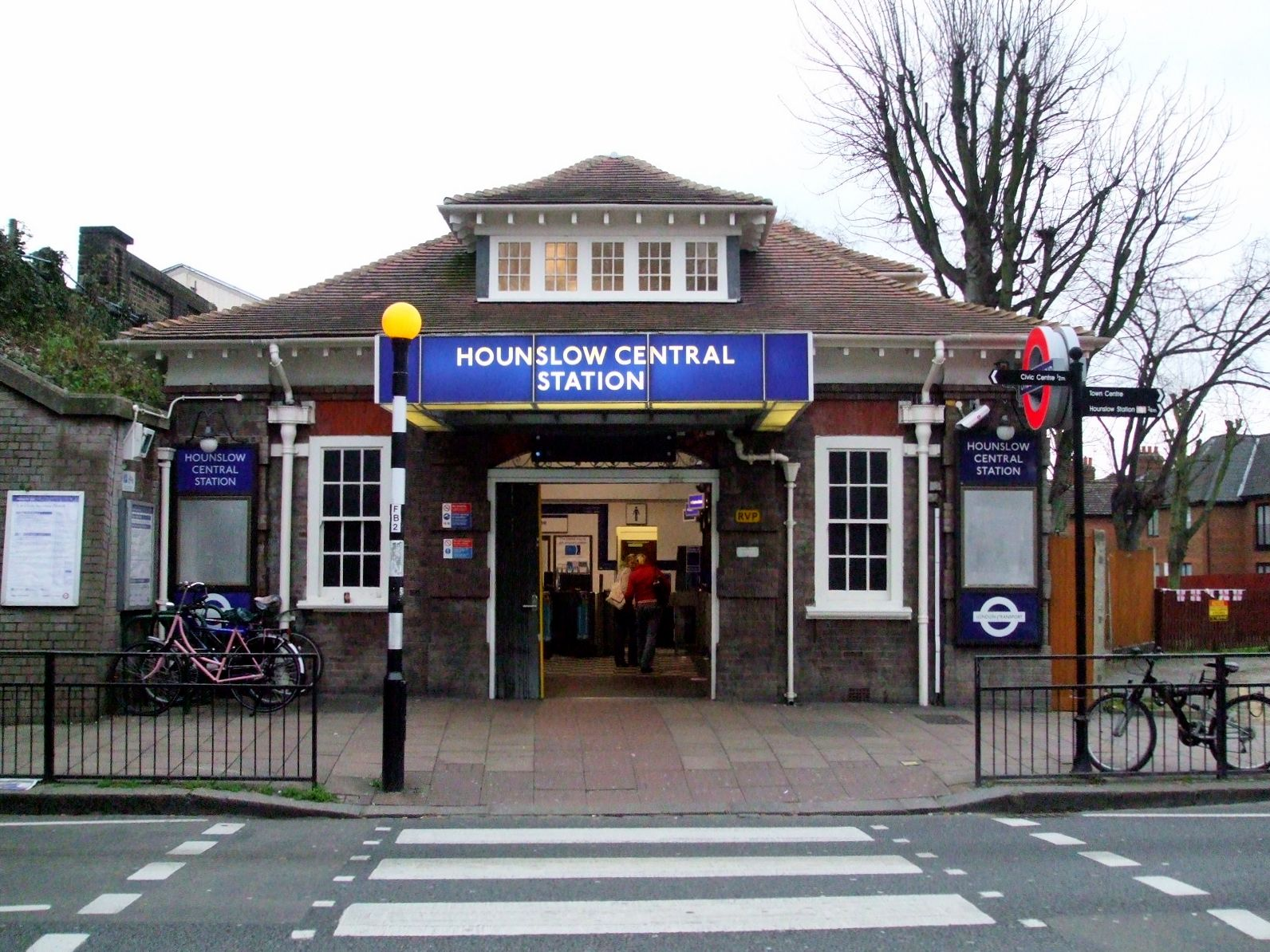
Edifício da estação de Hounslow Central

A rota através da estação Hounslow Central foi aberta pela District Railway (DR, agora a linha District) em 21 de julho de 1884 como uma ramificação para Hounslow Barracks (agora Hounslow West). O ramal foi construído como via única da rota existente da DR para a estação Hounslow Town localizada no extremo leste da Hounslow High Street, inaugurada em 1883. Inicialmente, a filial não tinha estações entre o terminal em Hounslow Barracks e Osterley & Spring Grove (agora Osterley).
A estação Hounslow Town foi fechada em 31 de março de 1886 e a estação Hounslow Central, originalmente chamada de Heston & Hounslow, foi inaugurada no dia seguinte, 1 de abril de 1886.
Em 1903, Hounslow Town foi reaberta e os trens seriam divididos em Osterley, com parte indo para Hounslow Central e Hounslow West e outra parte para Hounslow Town como uma ligação curta. A eletrificação dos trilhos da RD ocorreu entre 1903 e 1905, com trens elétricos substituindo os trens a vapor no ramal de Hounslow a partir de 13 de junho de 1905. Quando o ramal foi eletrificado, o trilho entre Osterley e Hounslow Central foi fechado e um novo circuito foi aberto de Hounslow Town de volta a Hounslow Central. Os trens iriam de Osterley para Hounslow Town, em seguida, reverteriam e correriam para Hounslow Central e para Hounslow West.

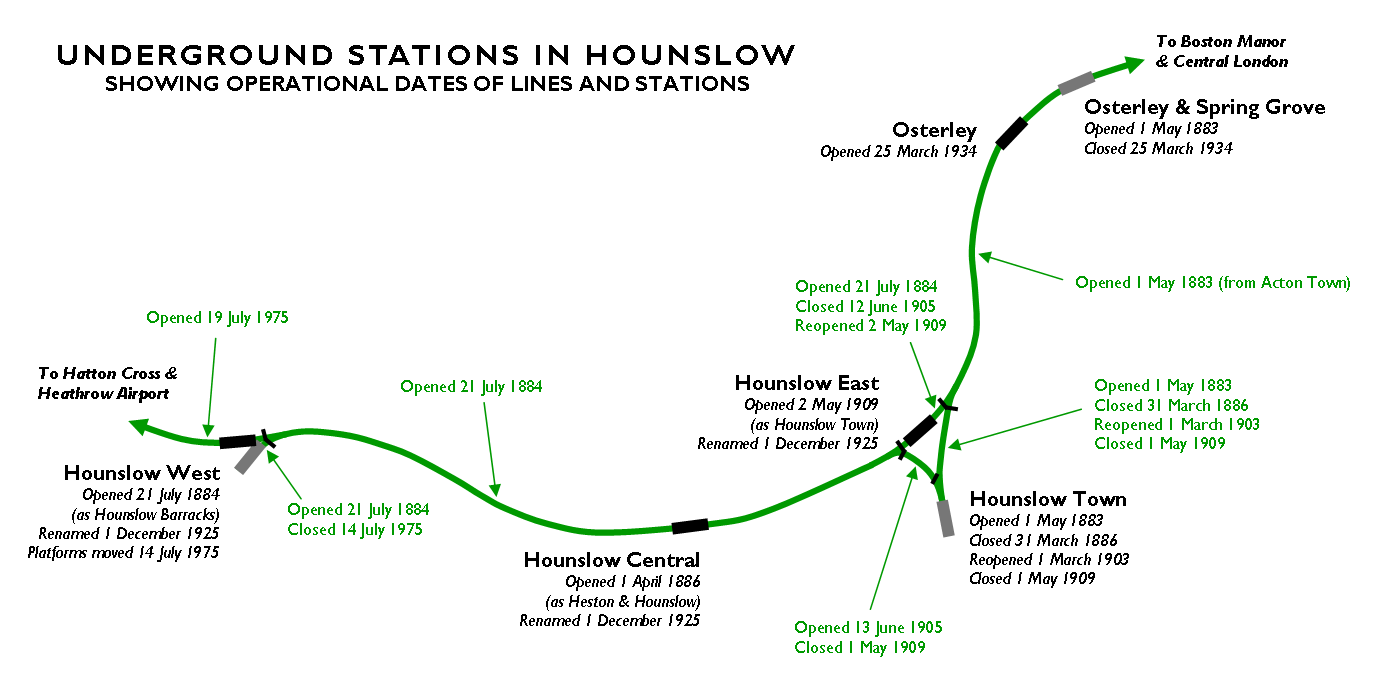
Mapa exibindo as datas de operação das linhas e estações em Hounslow

Este método de operação não teve sucesso e durou pouco. Em 2 de maio de 1909, o trilho entre Hounslow Central e Osterley foi reaberto e Hounslow Town e seus dois trilhos circulares foram fechados para sempre. Uma nova estação Hounslow Town (agora Hounslow East) foi aberta ao mesmo tempo entre Hounslow Central e Osterley.
Em 19 de outubro de 1912 novos edifícios da estação foram inaugurados em Hounslow Central e em 1 de dezembro de 1925 a estação recebeu seu nome atual ao mesmo tempo em que Hounslow West e Hounslow East receberam seus nomes atuais. Os serviços da linha Piccadilly, que operavam até Northfields desde janeiro de 1933, foram estendidos para Hounslow West em 13 de março de 1933. A partir desta data, o ramal foi operado em conjunto por ambas as linhas até que os serviços da linha District foram retirados em 9 de outubro de 1964.

## Conexões
As rotas de ônibus de Londres 120 e H20 servem a estação.